# Goldkronach
Goldkronach este un oraș din districtul Bayreuth, regiunea administrativă Franconia Superioară, landul Bavaria, Germania.

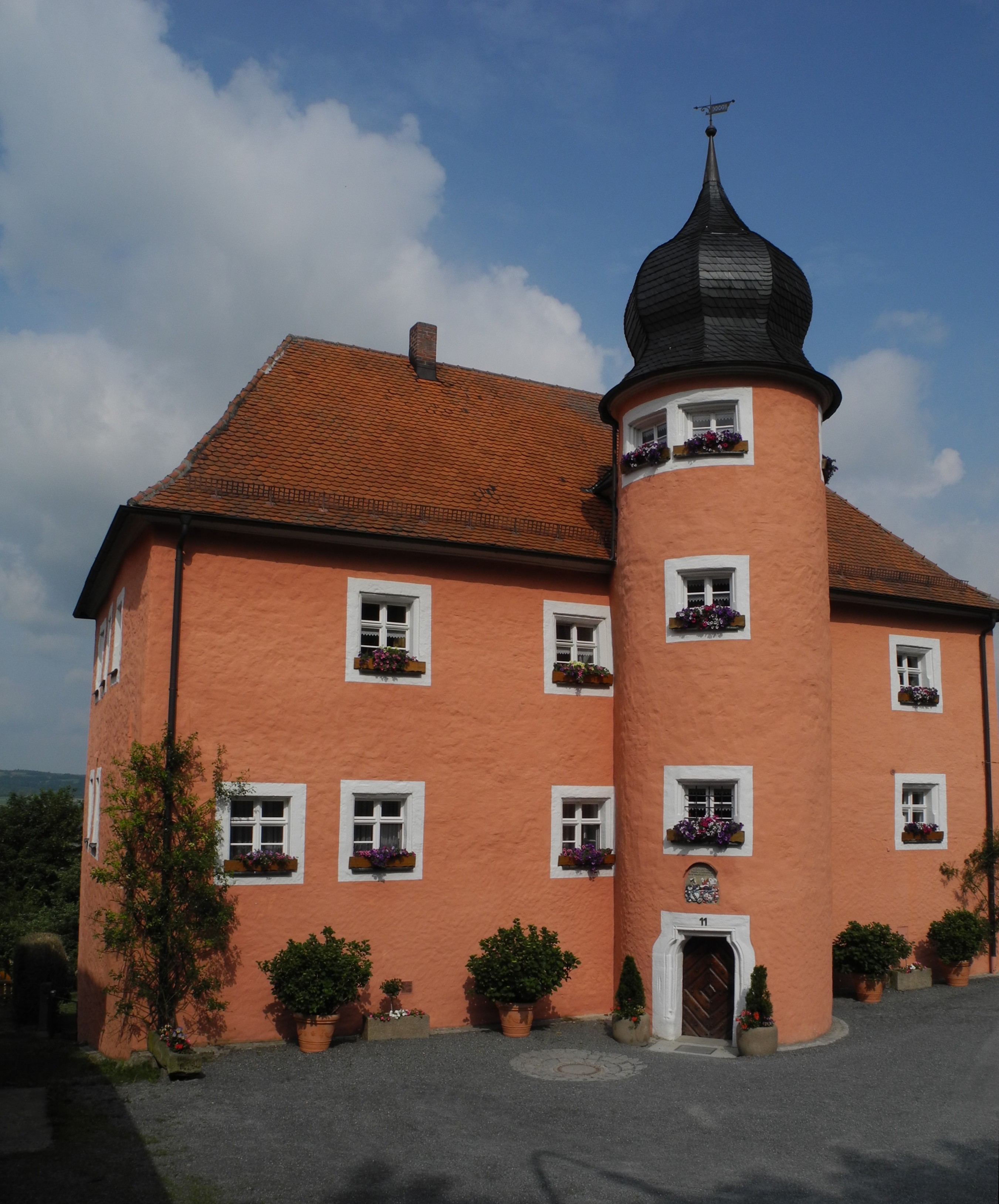
Goldkronach (castel)